# Паськівка (Полтавський район)
Па́ськівка — село в Україні, у Решетилівській міській громаді Полтавського району Полтавської області. Населення становить 18 осіб. До 2016 орган місцевого самоврядування — Пащенківська сільська рада.

## Географія
Село Паськівка знаходиться на відстані 1,5 км від сіл Миколаївка та Яценки. Селом протікає пересихаючий струмок з загатою.

## Історія
12 червня 2020 року, відповідно до розпорядження Кабінету Міністрів України № 721-р «Про визначення адміністративних центрів та затвердження територій територіальних громад Полтавської області», село увійшло до складу Решетилівської міської громади.
19 липня 2020 року, в результаті адміністративно - територіальної реформи та ліквідації Решетилівського району, село увійшло до складу новоутвореного Полтавського району Полтавської області.

## Відомі люди
Христовий Микола Олексійович (1897-1937) народився у 1897 році в селі Паськівка Решетилівської волості (нині Решетилівська міська громада на Полтавщині). Редактор газети "Боротьбист" - офіційного органу Полтавської губернської організації Української партії комуністів-боротьбистів. Розстріляний 1937 року як "брат отамана" Леонтія Христового.
Костогриз Віра Іванівна (народилася 02 травня 1944 року в селі Паськівка Решетилівського району) - учитель-методист, "Відмінник народної освіти УРСР" (1987). "Заслужений вчитель України" (1994).